# Hub van Doorne
Hubert Jozef (Hub) van Doorne (America, 1 januari 1900 - Deurne, 23 mei 1979) was een Nederlandse ondernemer en industrieel. Hij was medeoprichter van Van Doorne's Aanhangwagenfabriek en later Van Doorne's Automobielfabriek (DAF), samen met zijn broer Wim van Doorne.

## Zijn jeugd, afstamming en carrière
Van Doorne werd geboren in America in de gemeente Horst (Limburg), als zoon van de smid Martinus van Doorne (1870-1912) en Petronella Vervoort (1866-1952). In tegenstelling tot wat weleens wordt gedacht, is hij géén afstammeling van de middeleeuwse ministeriale familie Van Doerne. Zijn verst bekende voorvader is Henricus Theodorus van Doren, die op 2 juni 1701 te Son huwde met Genoveva Petrus Royackers. Hubs overgrootvader Martinus van Doren (1800-1860), ook wel genoemd van Dooren of van Doorne, kwam in of vóór 1825 vanuit zijn geboorteplaats Gerwen naar Deurne, en huwde in 1825 met de plaatselijke boerendochter Anna Verhees (1798-1867). Uit dit huwelijk werd in 1834 Martinus van Doorne geboren, grootvader van Hub, die overleed toen Hub 15 jaar oud was. Hub moet zijn grootvader en grootmoeder aan het Haageind nog wel bezocht hebben.

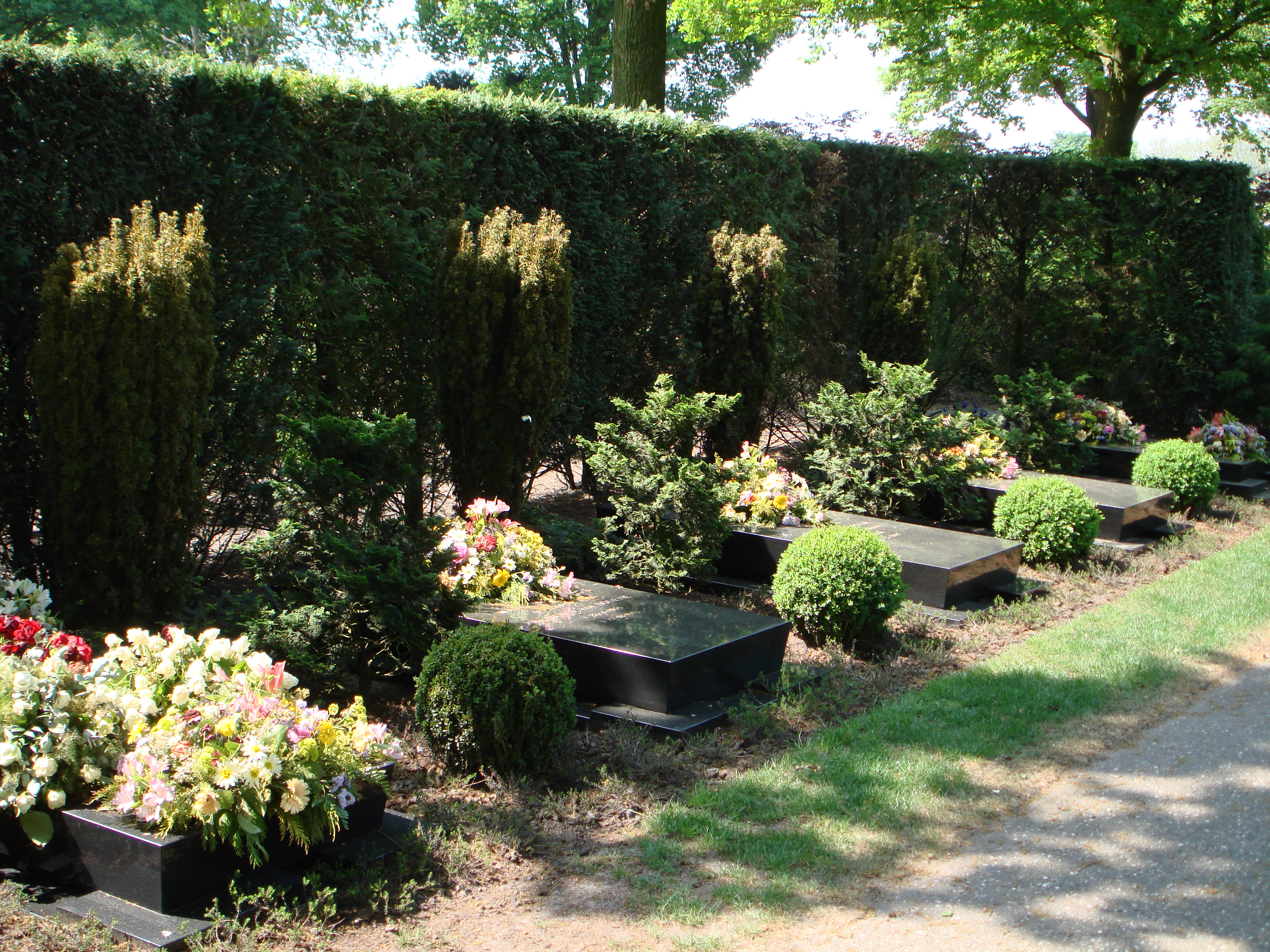
Gedeelte van de algemene begraafplaats Jacobshof in Deurne met de graven van de familie Van Doorne.

Het gezin verhuisde in maart 1912 naar Deurne, waar vader Van Doorne, die hoefsmid van beroep was, enkele maanden later overleed. Hub wilde aanvankelijk de smederij voortzetten, maar dat lukte niet daar hij nog te jong was. Dus werd hij leerling-smid bij Machinefabriek Mandigers te Eindhoven.
Na de Eerste Wereldoorlog kwam Hub in dienst bij de arts Hendrik Wiegersma als chauffeur en monteur, en daarna bij brouwerij De Valk. In 1920 trachtte hij alsnog een eigen bedrijf op te zetten te Deurne. Het betrof een inrichting voor grof-, fijn-, en kachelsmederij, reparaties aan rijwielen, motoren, automobielen. Na vier jaar stopte hij hiermee wegens gebrek aan klandizie. Opnieuw trad hij in dienst als werkmeester bij Machinefabriek Mandigers.
Met steun van de brouwer begon Van Doorne op 1 april 1928 de Machinefabriek en Reparatie-inrichting Hub van Doorne, die vanaf 1932 voornamelijk aanhangwagens ging produceren onder de naam Van Doorne's Aanhangwagenfabriek N.V. Aanvankelijk gestart samen met zijn broer Wim van Doorne en twee werknemers, waren er na een jaar al 30 mensen in dienst. Later ontwikkelde de fabriek zich tot producent van vrachtwagens en personenauto's.
Hub was bij DAF de technische man, zijn broer Wim meer de financiële man. Hub is dan ook de uitvinder van de Variomatic, een traploze automatische versnellingsbak. Hij ontwikkelde ook de eerste DAF personenauto tijdens de Tweede Wereldoorlog, de zogenaamde "rijdende regenjas", een klein eenpersoons dwergautootje die niet breder was dan de gemiddelde voordeur, waardoor deze binnen in huis geparkeerd kon worden.

## Verenigingsleven
Van Doorne speelde een grote rol in het verenigingsleven en het onderwijs van zijn woonplaats Deurne. Hij was onder meer oprichter van circus Het Hoefke en Theatergroep 'De Peelcomedianten'. Zijn pogingen om boerderij De Pelikaan in Deurne te bestemmen als oudheidkamer, en de daaropvolgende verkrotting van de boerderij als gevolg van gemeentebeleid, leidde tot de oprichting van Heemkundekring H.N. Ouwerling onder aanvoering van onder anderen Henk Kweens, Joep Coppens, Tij Kools en W.A.M. van Heugten. Daarnaast stond hij aan de wieg van het Nederlands Hippisch Centrum (samen met Karel Schummelketel), het Willibrordusziekenhuis en de Lagere Technische School. Hij was voorzitter van de Koninklijke Harmonie Deurne.
Van Doorne was ereburger van de gemeenten Deurne en Eindhoven, en ontving een eredoctoraat van de Technische Universiteit Delft.

## Overlijden en familie
Hij overleed op 79-jarige leeftijd in zijn woonplaats Deurne, en werd begraven op de algemene begraafplaats Jacobshof aldaar.
Van Doorne huwde op 15 juli 1929 te Deurne met Maria Henrica (Rie) Reijnders (Deurne, 22 april 1905 - Deurne, 27 december 1987), dochter van een plaatselijke winkelier van Limburgse komaf. Rie werd door de Paus onderscheiden voor haar werk op sociaal gebied. Na hun huwelijk woonden zij te Eindhoven, maar verhuisden kort daarna weer naar Deurne. Daar namen zij hun intrek in het Hofke van Marijke aan de toenmalige Marijkeweg in de Sint-Jozefparochie. Enige jaren later werd aan de Stationsstraat in de tuin van het landhuis Wilbertshove de villa Doornehof gebouwd.
Zij kregen vijf kinderen, waaronder Martien van Doorne, en Huub van Doorne, in 2024 CEO van Bols.

## Eerbetoon
- Van Doorne ontving in 1953 van de Technische Hogeschool Delft een eredoctoraat in de technische wetenschappen.

- In 1962 werd in Horst de Gebroeders van Doornelaan naar hem en zijn broer Wim van Doorne vernoemd.

- In het boek De Daf 600 uit de Bas Banning-jeugdboekenreeks van schrijver A. van Aardenburg (pseudoniem voor Herman Pijfers) wordt de levensgeschiedenis van Hub van Doorne uitvoerig verteld. Het boek, verschenen eind jaren 1950, was een soort promotie voor de Daf.

- Op 18 augustus 2007 werd door minister-president Jan Peter Balkenende te Deurne in het Hub van Doornepark, in aanwezigheid van Tiny Hohmann-van Doorne en Huub van Doorne, een standbeeld onthuld van Hub en zijn vrouw Rie. Het bronzen beeld werd gemaakt door kunstenaar Martien Hendriks en gegoten door bronsgieterij Binder uit Haarlem.[6]